# Georg Ericson
Pour les articles homonymes, voir Ericson.
Georg Ericson (né le 18 décembre 1919 à Norrköping en Suède et mort le 4 janvier 2002 à Örebro) est un joueur de football international suédois, devenu ensuite entraîneur.

## Biographie

### Carrière d'entraîneur
Il dirige l'équipe nationale suédoise de 1971 à 1979, pour un total de 91 matchs. Il entraîne l'équipe lors de la Coupe du monde 1974 organisée en Allemagne, puis lors de la Coupe du monde 1978 organisée en Argentine.

## Palmarès
| IFK Norrköping - Championnat de Suède (5) : - Champion : 1942-43, 1944-45, 1945-46, 1946-47 et 1947-48. - Coupe de Suède (2) : - Vainqueur : 1943 et 1945. - Finaliste : 1944. |  | IFK Norrköping - Championnat de Suède (3) : - Champion : 1960, 1962, 1963. - Vice-champion : 1959, 1961, 1966. - International football cup : - Finaliste : 1965-66. |